# Baliosus pretiosus
Baliosus pretiosus es un coleóptero de la familia Chrysomelidae.
Fue descrita científicamente por primera vez en 1864 por Baly.